# Bambina (Joan Thiele)
Bambina è un singolo della cantautrice italiana Joan Thiele, pubblicato il 3 marzo 2020 come terzo estratto dal secondo EP Operazione oro.

## Descrizione
Il brano, scritto dalla stessa cantautrice, è prodotto da Stefano Tognini, in arte Zef.

## Tracce
Testi e musiche di Alessandra Joan Thiele.
1. Bambina – 3:54